# Crucified (Army of Lovers)
Crucified is een nummer van de Zweedse groep Army of Lovers en werd in mei 1991 op single uitgebracht. Het nummer staat op hun tweede album Massive Luxury Overdose uit 1991.

## Achtergrond
Crucified werd een hit in verschillende Europese landen. Zo stond de single in België 13 weken in de Vlaamse Ultratop 50 waarvan 3 weken op nummer 1.
In Nederland was de single op vrijdag 30 augustus 1991 Veronica Alarmschijf op Radio 3 en werd mede hierdoor een gigantische hit in de destijds twee hitlijsten op de nationale publieke popzender. De single stond 29 weken in de Nederlandse Top 40 en klom op tot de 2e positie. In de Nationale Top 100 stond de single 14 weken genoteerd en bereikte de 3e positie. Het kenmerkende aan de videoclip - en tevens de groep - zijn de extravagante, kitscherige decors en kledij.
Het nummer werd opnieuw uitgebracht door de groep in 2013 in een ietwat andere versie en aangepaste videoclip onder de titel Crucified 2013 waarbij de stem van Camilla Henemark werd vervangen door deze van Dominika Peczynski.
De Belgische zangeres Liliane Saint-Pierre coverde in 1997 het lied onder de titel Lucifer met een eigen tekst.
De Zweedse metalband Ghost maakte in 2013 een cover van dit nummer.